# Ҳ
Ҳ (minuskule ҳ) je písmeno cyrilice. Jedná se o variantu písmena Х. Je používáno v chantyjštině, v abcházštině, v tádžičtině a v jaghnóbštině.